# Moviment Patriòtic Català
El Moviment Patriótico Catalán (MPC) era un grup polític a Catalunya fundat el 1994 de caràcter espanyolista, antiesquerres i d'ultradreta.
Tot i que solia emprar part de la retòrica i símbols propis del catalanisme, la majoria dels seus membres es consideraven un grup espanyolista de dretes. En la dècada del 1990 va organitzar actes d'homenatge al monument del Timbaler del Bruc i participaren en l'acte anual de Comunió Tradicionalista Carlista a Montserrat d'homenatge al Terç de Requetès de la Mare de Déu de Montserrat. Cal afegir que el MPC era hereu directe del grup terrorista Milícia Catalana, el qual va tenir certa força al Principat de Catalunya especialment a principis de la dècada de 1980 i va realitzar diversos atemptats de baixa i mitjana intensitat (fonamentalment contra clíniques on es practiquessin avortaments i també contra seus de partits i associacions independentistes) entre els quals destaca l'explosió el 1992 d'una bomba a la Clínica Dexeus, que va destrossar la seva façana. Carlos Francisoud, alcaldable per Badalona de PxC (Plataforma per Catalunya) el 2011 i personatge rellevant de MPC, fou condemnat el 1997 a 8 anys i mig de presó per associació il·licita i atemptat per accions del grup armat Milícia Catalana.
Amb tot, Milícia Catalana no actua en l'actualitat malgrat no haver-se dissolt, si bé és cert que quatre persones (algunes vinculades al Moviment Patriòtic Català) van ser declarades culpables d'actes de terrorisme comesos durant la matinada del 3 de març del 2001 a Barcelona.
Alguns ex-membres del MPC s'han unit a Plataforma per Catalunya. Antics militants del grup i de Batzegada, juntament amb els del Casal Tramuntana i Plataforma per Catalunya organitzen homenatges als catalans morts a la Guerra de Cuba i que són enterrats al Cementiri de les Corts